# 吳凱恩
吳凱恩可以指：
- 吳日言，原名吳凱恩，香港女歌手及演員
- 吳凱恩 (監製)，英文名Heidi Ng Hoi-Yan，香港電影《得寵先生》監製